# Eliasz
Eliasz, również Eliasz z Tiszbe lub Eliasz Tiszbita (hebr. ‏אֱלִיָּהוּ‎ Eliyáhu, stgr. Ἠλίας Elias, cs. Илья-пророк) – jeden z proroków Starego Testamentu żyjący w IX w. przed Chrystusem w północnym państwie Izraela (imię tłumaczone jako: „Bogiem jest Jah”, „moim Bogiem jest Jahwe”). Święty Kościoła katolickiego, prawosławnego, koptyjskiego, ormiańskiego i syryjskiego.

## Eliasz w Biblii
Eliasz po raz pierwszy wymieniony jest w 1 Księdze Królewskiej jako niosący słowo Boga Jahwe Achabowi, królowi Izraela. Nazywany Tiszbitą – Eliasz Tiszbita (urodzony w Tiszbe w Gileadzie) w starszych przekładach nazywany Teszbitczykiem lub Tisbitą.
Po audiencji u króla Achaba skrył się na pustkowiu nad potokiem „Kerit, który jest na wschód od Jordanu”, gdzie kruki przynosiły mu pożywienie. Gdy z powodu suszy potok wysechł, Bóg posłał Eliasza do miasta Sarepta w okolicach Sydonu (Fenicja). Mieszkał w domu wdowy przez dwa lata. W tym czasie prorok wskrzesił jej zmarłego syna (1 Krl 17,3–24).
Pod koniec okresu odosobnienia Eliasz spotkał Obadiasza – zarządcę pałacu króla Achaba, który został wysłany na poszukiwanie nowych pastwisk dla bydła. Obadiasz – na polecenie Eliasza – oznajmił wkrótce swojemu panu, gdzie przebywał zbieg. Wkrótce król przybył na spotkanie Eliasza – obarczył go odpowiedzialnością za nieszczęścia Izraela (Achab wprowadził w swoim kraju kult boga Baala za namową żony, Jezabel). Rozstrzygnięciem sporu o prawdziwość Boga – Jahwe Eliasza i Baala Achaba – miały być publiczne ofiary całopalne na Górze Karmel. Jahwe pozwolił Eliaszowi dokonać cudu, który przekonał Izraelitów o fałszywości Baala. 450 proroków tego bożka zostało zabitych. Od tego czasu krainę opuściła susza i głód.
Jezabel rozwścieczona śmiercią proroków Baala zagroziła śmiercią Eliaszowi, lecz ten zbiegł do Beer Szewy i ukrywał się na pustyni. Gdy położył się pod drzewem janowca pragnąc śmierci, odezwał się doń głos anioła: „Wstań, jedz; bo jeszcze daleką drogę masz”. Pożywiwszy się, wyruszył i szedł przez 40 dni do Góry Horeb (Synaj), gdzie zamieszkał w jaskini. Bóg wtedy zapytał: „Co tu czynisz, Eliaszu?”. W odpowiedzi na żalenie się Eliasza, Bóg nakazał mu iść do Damaszku i namaścić Chazaela królem Aramu, Jehu królem Izraela, a Elizeusza prorokiem własnego miasta.

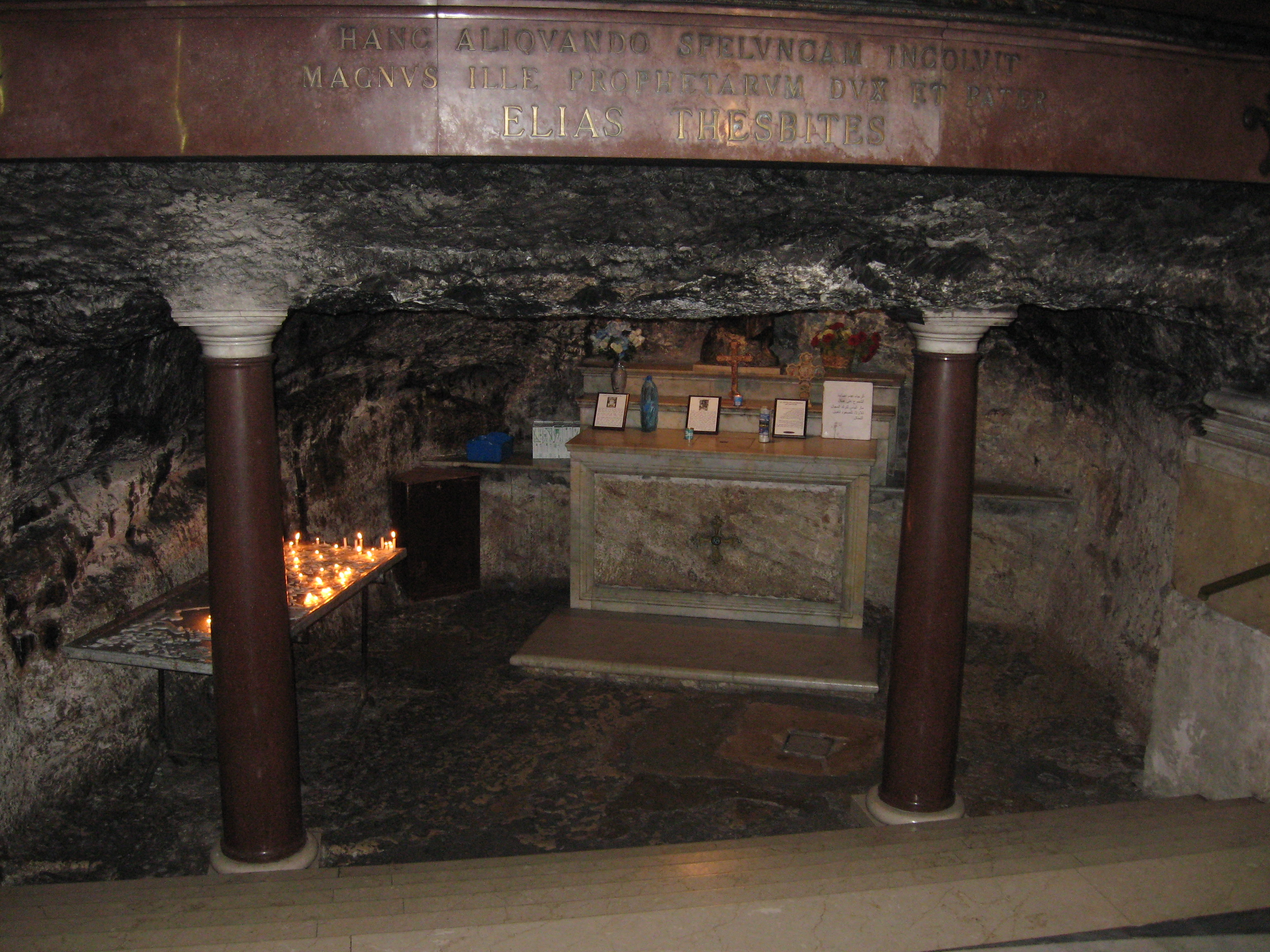
Hajfa – Grota, w której, według tradycji, Eliasz ukrywał się przed Jezabel

W 6 lat po tym ostrzegł Achaba i Jezabel, że oboje zginą tragicznie. Podobnie, 4 lata później, zapowiedział śmierć Achazjasza – syna Achaba i Jezabel, który przejął tron po ojcu. Między tymi wydarzeniami historia proroka nie jest dokładnie znana – możliwe, że udał się w odosobnienie na jakiś czas.
Udał się do Gilgal, do uczniów proroków – tam przekazał wiedzę o swym odejściu Elizeuszowi, swojemu następcy, który towarzyszył mu dalej w wędrówce do Betel i Jerycha. Przeszli „między rozstąpionymi wodami” Jordanu, lecz wkrótce „wóz ognisty i konie ogniste rozłączyły obydwu: i wstąpił Eliasz przez wicher do nieba”. Elizeusz miał wówczas powtórzyć gest swojego nauczyciela – uderzeniem płaszcza w wodę, rzeka rozstąpiła się i przeszedł przezeń. Pięćdziesięciu proroków widzących to zdarzenie rzekło: „Spoczął duch Eliasza na Elizeuszu”.
Ważnym elementem eschatologii żydowskiej stało się oczekiwanie na powrót Eliasza z nieba przed nadejściem Mesjasza i czasów mesjańskich. Według apokryficznej Apokalipsy Eliasza, Eliasz wraz z Henochem w czasach ostatecznych mają się sprzeciwić przeciwnikowi Mesjasza, jednak zostają zabici i ich zwłoki leżą trzy i pół dnia na rynku. Później jednak zmartwychwstają i pokonują syna nieprawości. Do tej samej tradycji prawdopodobnie odwołuje się Apokalipsa św. Jana.

## Cuda oraz ważniejsze wydarzenia z życia proroka
Cuda uczynione przez Boga w wyniku modlitw Eliasza opisane w Biblii:
- rozmnożenie mąki i oliwy u wdowy z Sarepty – 1 Krl 17:14-16
- wskrzeszenie syna wdowy z Sarepty – 1 Krl 17:17-24
- sprowadzenie ognia z nieba na Górze Karmel (Eliasz tym samym udowodnił fałszywość Baala) – 1 Krl 18:30-39
- rozdzielenie wód Jordanu – 2 Krl 2:8
- przekazanie charyzmatów swojemu uczniowi, Elizeuszowi – 2 Krl 2:10
- tajemnicze odejście na ognistym rydwanie – 2 Krl 2:11

## Odwołania w Nowym Testamencie
Żaden z dawnych proroków nie jest tak często wspominany w Nowym Testamencie jak Eliasz.
Wypełnienie oczekiwania eschatologicznego związanego z Eliaszem – wyrażonego w proroctwie Malachiasza 3,23–24 i tak obecnego w Izraelu czasów Jezusa – pierwotny Kościół, w ślad za swym mistrzem związał z Janem Chrzcicielem (por. Mt 17, 10-13). Na równi z nim, także sam jego Następca, Jezus Chrystus został utożsamiony z Eliaszem (Mt 11,13–14; 16,14; 17,10; Mk 9,11; 15,35; Łk 9,7–8; Jn 1,21).
Jan nie był Eliaszem, ale utożsamił się z Eliaszem w sposób duchowy (por. J 1,21.25). Ta misja ukazana została w słowach anioła zwiastującego jego cudowne poczęcie i narodziny Zachariaszowi:

Pójdzie przed Panem w duchu i mocy Eliasza, żeby serca ojców nakłonić ku dzieciom, a nieposłusznych – do usposobienia sprawiedliwych, by przygotować Panu lud doskonały

{{Cytat}} Linki zewnętrzne: "źródło".
W rozumieniu Ewangelii, Jan był wypełnieniem Eliaszowej misji pojednania zapowiedzianej przez Malachiasza w rozdz. 3,24.
Mateusz (11,11) i Łukasz (9,8) pokazali żywot Jana Chrzciciela jako odzwierciedlenie posłannictwa proroka Eliasza: życie w puszczy, przebywanie na pustyni, nagły początek misji (1 Krl 17,1–3; Łk 3,2–3); nawet te same włosienne szaty i skórzany pas dookoła bioder (2 Krl 1,8; Mt 3,4).
Istotne jest też – jak zauważył Félix Gils CSSp – że chociaż „Jan Chrzciciel urzeczywistnia typ Eliasza, gdy chodzi o praktykę pokuty na pustyni (Mt 3, 4; por. 2 Krl 1, 8), jednak rysy główne Eliasza odnajdujemy w osobie Jezusa”.
Sam Jezus ukazywał swą misję w powiązaniu z Eliaszem. Już w synagodze w Nazarecie porównał niewiarę swoim rodaków do niewiary Izraela w misję Eliasza, który został posłany nie do wdów żydowskich, "tylko do owej wdowy w Sarepcie Sydońskiej”, będącej poganką (Łk 4,25n). Późniejsze wskrzeszenie młodzieńca z Naim było odpowiednikiem cudu dokonanego przez Eliasza w Sarepcie (Łk 7, 11-16; por. 1 Krl 17, 17-24). Uczniowie prosili Jezusa, by zesłał ogień karzący na niegościnnych Samarytan, podobnie jak Eliasz, za brak czci okazywanej Bogu zesłał ogień na posłańców króla Samarii (2 Krl 1, 9-14; por. Łk 9, 54). Jezus miał zesłać jednak inny ogień, ogień Ducha Świętego (por. Łk 12, 49). Pokrzepienie, które Jezus otrzymał w Getsemani od anioła przywodzi nam myśl pocieszenie Eliasza na pustyni (por. Łk 22, 43; 1 Krl 19,5.7), z tą istotną różnicą, że Jezus nie prosił o śmierć. Szczególny paralelizm można dostrzec między uniesieniem Eliasza do nieba, a wniebowstąpieniem Chrystusa. Podczas gdy „jego duch spoczął na Elizeuszu” (2 Krl 2, 1-15), tak Jezus obiecał zesłać na swych uczniów swego Ducha, „obietnicę Ojca” (Łk 24,49-51; por. Łk 9,51).
Pojawienie się Eliasza przy Przemienieniu Jezusa miało znaczenie symboliczne. Uosabiał on tradycję prorocką Izraela, by ukazać wypełnienie się zapowiedzi proroków w Jezusie (por. Mt 17,3n). Eliasz podobnie jak Mojżesz otrzymał objawienie Boże na górze Synaj. Rozmawiając z Jezusem na górze Przemienienia prorok świadczył, że sam Jezus, w swej osobie, jest Objawieniem Bożym .
Eliasz jest wspomniany również w Listach. Apostoł Paweł w Liście do Rzymian 11,2 ukazał Eliasza jako proroka walczącego z niewiernością Izraela, nawiązując do postawy Żydów, którzy nie uwierzyli w Jezusa. List Jakuba 5,17 przedstawia postać Eliasza jako wzór osoby modlącej się (por. Łk 4,25; 9,54).

## Eliasz w liturgii sederu paschalnego
W czasie rodzinnego Sederu paschalnego celebrowanego w judaizmie, po czterech częściach, jakby czterech odsłonach dramatu – następuje zawsze piąta część. Jej symbolem jest piąty kielich – kielich proroka Eliasza, (hebr. kos szel Elijahu hanawi). Odmawia się wtedy modlitwy Szefoch Chamatecha („Wylej swój gniew”) i Elijachu Hanawi (Eliasz Prorok).
Obrzęd piątego kielicha zachęca świętujących Żydów do oczekiwania z nadzieją i ufnością na spełnienie ostatecznej obietnicy Boga: nadejścia epoki mesjańskiej. Kielich ten, najpiękniejszy, jaki znajduje się w domu nie powinien być podnoszony ani nie wolno z niego pić. Po sederze, dopóki Eliasz nie przyjdzie, wino z niego wlewa się z powrotem do butelki. Istnieje też zwyczaj, że kielich Eliasza napełniany jest winem z kielichów wszystkich uczestników Sederu, co symbolizuje, że wszyscy muszą działać razem, aby nadszedł Mesjasz. Oprócz kielicha, otwiera się także drzwi domu, aby zaprosić proroka Eliasza, którego przyjście będzie oznaczało, że Mesjasz jest już blisko. Czynią to najczęściej dzieci. Otwarcie drzwi jest także wyrazem braku lęku przed niebezpieczeństwem. Jest to bowiem „noc specjalnej opieki Boga” (hebr. lejl szimurim). Wszyscy wstają i recytują Szefoch Chamatecha i odśpiewują Elijachu Hanawi. Istnieje zwyczaj pozostawiania jednego pustego krzesła przy stole, jako „krzesła proroka Eliasza”. Podobnie jak kielich, powinno być to najdostojniejsze krzesło w domu. Po odśpiewaniu modlitw drzwi się zamyka.

## Eliasz w islamie

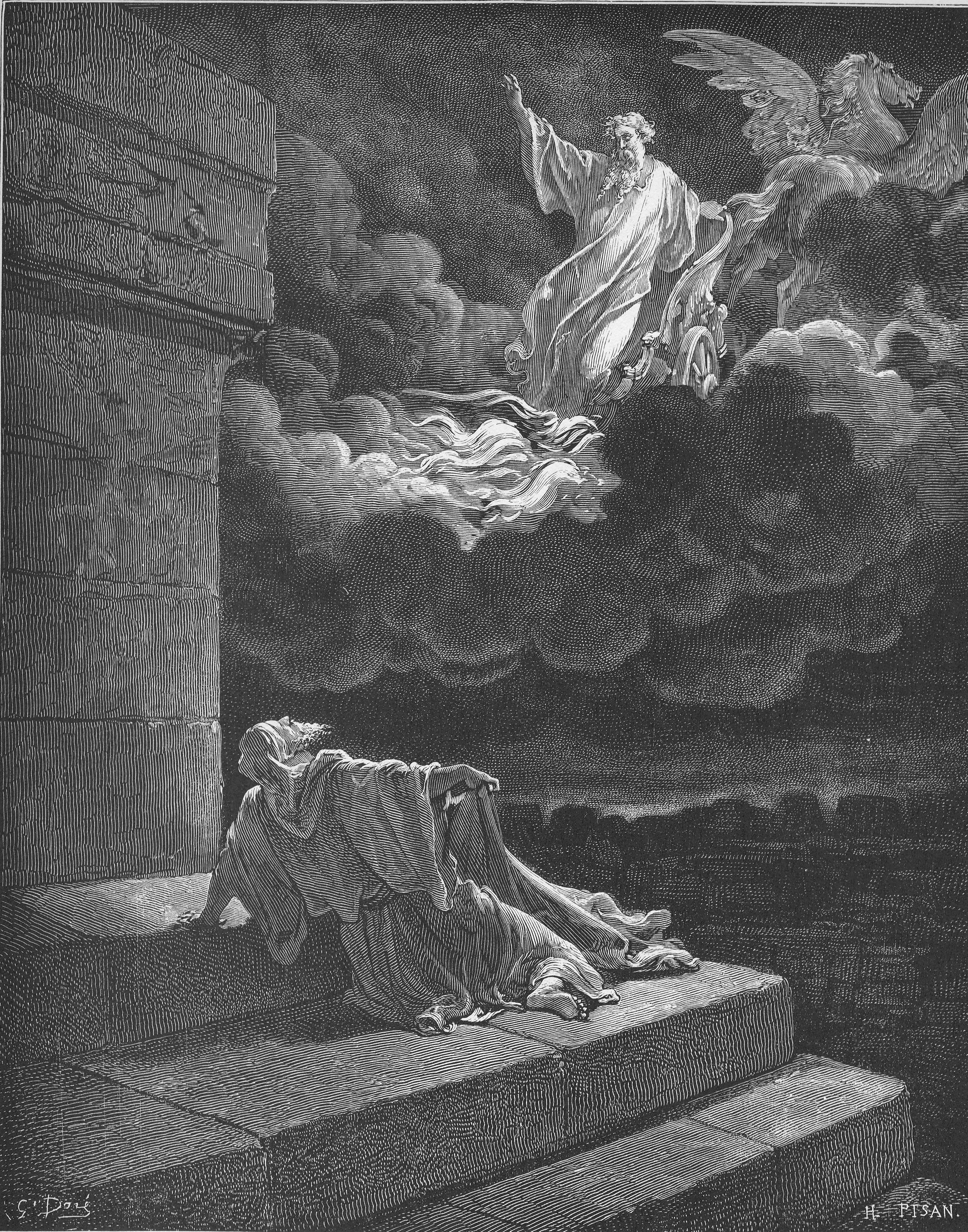
Eliasz wstępuje do Nieba na ognistym rydwanie, grafika Gustave'a Doré

Eliasz jest uznawany za proroka także przez muzułmanów; jego postać pojawia się w Koranie pod imieniem ‏إلياس‎ trb. lijaas trl. ’ālīās).

## Kult
Jego wspomnienie liturgiczne w Kościele katolickim obchodzono niegdyś 17 czerwca, obecnie za Martyrologium Rzymskim 20 lipca.
Cerkiew prawosławna wspomina świętego proroka odpowiednio 20 lipca/2 sierpnia.

## Ikonografia
W ikonografii wczesnochrześcijańskiej prorok przedstawiany był często jako młodzieniec w tunice i paliuszu. Od wczesnego średniowiecza występuje już jako człowiek stary odziany w długą opończę, wykonaną z koziej skóry. Siwe włosy spadają na ramiona. Ma średniej długości brodę i bose stopy. Zazwyczaj prawą ręką błogosławi, w lewej dzierży zwój z napisem: „Gorliwie stawałem w obronie Pana, Boga Zastępów, gdyż synowie izraelscy porzucili przymierze z Tobą” (1 Krl 19, 10).
Najczęściej przedstawianą sceną z życia proroka jest wniebowzięcie Eliasza na ognistym wozie zaprzężonym w skrzydlate rumaki. Niekiedy wóz proroka zmierza ku niebu po tęczy. U stóp wozu stoi prorok Elizeusz, chwytający spadający płaszcz mistrza. Ponadto proroka Eliasza spotykamy na ikonach Przemienienia Pańskiego, gdy w geście modlitewnym stoi po prawicy Chrystusa.
W tradycji zachodniej rolę atrybutów proroka pełnią kruk i/lub ognisty miecz.

## W sztuce
Postać Eliasza jest związana z eponimicznym oratorium Felixa Mendelssohna-Batholdy’ego. Biblijny prorok Eliasz jest także głównym bohaterem powieści Paulo Coelho Piąta góra. George Washington Moon napisał epos Elijah the Prophet.

## Obiekty geograficzne nazwane imieniem Eliasza
- Imieniem Eliasza nazwany jest drugi co do wysokości szczyt Stanów Zjednoczonych – Góra Świętego Eliasza, a także Przylądek Świętego Eliasza na wyspie Kayak.
- Eliaszówka − szczyt górski położony w Beskidzie Sądeckim, w Paśmie Radziejowej, na granicy polsko-słowackiej, gdzie początek bierze również słowacki potok Eliaszówka.
- Eliaszówka – wzgórze na Wyżynie Olkuskiej koło Gorenic w województwie małopolskim.
- Eliaszówka − niewielki potok w województwie małopolskim, lewy dopływ Krzeszówki. Wypływa z Wyżyny Olkuskiej, powyżej miejscowości Czerna, płynie przez Dolinę Eliaszówki (Dolinę Eliasza) w rezerwacie przyrody Dolina Eliaszówki.
- Eliasz − niewielki potok w Garwolinie, w województwie mazowieckim.
- Eliaszówka − wieś na Ukrainie w rejonie starokonstantynowskim należącym do obwodu chmielnickiego.
- Jaskinia Eliasza − jedna z jaskiń w niecce nazywaną Równiną Cyprysów (inne nazwy: Kotlina Eliasza; Basen Eliasza; Płaskowyż Eliasza lub Amfiteatr Siedemdziesięciu Mędrców) przy drodze na Górę Synaj w muhafazie Synaj Południowy w Egipcie.
- Dolina Eliasza – dolina (wadi) w Parku Narodowym Świętej Katarzyny w muhafazie Synaj Południowy w Egipcie, u stóp Góry Synaj.